# Juan Cousté
Juan Cousté (Estación Algarrobo) (8136) es una pequeña localidad del partido de Villarino, provincia de Buenos Aires, Argentina, también conocida comúnmente con el nombre de la estación.

## Población
Cuenta con 1,895 habitantes (Indec, 2022), lo que representa un descenso significativo frente a los 5,372 habitantes (Indec, 2010) del censo anterior.
| Gráfica de evolución demográfica de Juan Cousté entre 1991 y 2022 |
|                                                                   |
| Fuente: Censos nacionales del INDEC                               |

## Educación
La localidad cuenta con los tres niveles de la educación: inicial, primario y secundario representados a través del jardín de infantes N.º 901, la E.G.B. N.º 5 Juan Bautista Alberdi y la E.E.S. N.º 4 Don José de San Martín respectivamente.

## Entidades Deportivas
La localidad cuenta con dos entidades deportivas: el Club Juventud Unida y el Club Juventud Agraria Deportiva.
Club Juventud Unida cuenta con cancha de bochas, cancha de paddle, escuela de fútbol, un complejo sito en la localidad con una cancha de fútbol reglamentaria y otra más pequeña y un natatorio con tres piletas. Por otra parte en la sede social la institución cuenta con una confitería, una cantina y una biblioteca en muy buenas condiciones. En materia deportiva, en el año 2009 el Club Juventud Unida participó del Torneo Argentino "C" dependiente del Consejo Federal de la AFA.
Club Juventud Agraria Deportiva cuenta con cancha de fútbol, dos canchas de bochas, cancha de pelota-paleta y un gimnasio polideportivo destinado para usos múltiples. La sede social cuenta con una confitería y dos salones de usos múltiples. El club cuenta además con una peña folclórica que ha llegado a competir en las finales de los juegos provinciales, "Buenos Aires, la provincia".